# Jean-François Botrel
Pour les articles homonymes, voir Botrel.
Jean-François Botrel, né le 14 juin 1942, est un universitaire français spécialiste de l'Espagne du XIXe siècle.

## Carrière universitaire
Fils d’employés des PTT, il est né en 1942 au foyer rennais où il a vécu jusqu’à son mariage avec Danièle Barrau, en 1963. Élève de l’école publique de la rue de Nantes, du lycée de garçons de Rennes, puis étudiant d’IPES à la Faculté des lettres de cette même ville, il a obtenu en 1963 une licence d’espagnol et en 1964 une licence de portugais. Après l’agrégation d’espagnol obtenue à Bordeaux en 1965, il a enseigné au lycée Chateaubriand de Rennes, puis, comme soldat-professeur, à l’École spéciale militaire de Saint-Cyr Coëtquidan et, à partir de 1967, à la Faculté des lettres et sciences humaines de Rennes devenue en 1969 Université de Haute-Bretagne-Rennes 2, comme assistant, maître-assistant et professeur de langues et cultures ibériques. Il est professeur émérite depuis 2002.
Premier vice-président en 1975 à 1978 sous la présidence de Michel Denis, il a succédé à Marie-Paule Duminil à la présidence de l’Université de Haute Bretagne  de 1982 à 1986. Il a ensuite été recteur de l’Académie de Corse de 1990 à 1992 et directeur de l’Institut national de recherche pédagogique de 1993 à 1996.
Spécialiste de l’histoire culturelle de l’Espagne des XIXe et XXe siècles sur laquelle il a produit de nombreuses études, il a été membre de la Casa de Velázquez, directeur du Groupe de recherches sur la presse ibérique et latino-américaine de Rennes (PILAR), président de la Société des hispanistes français de l'enseignement supérieur, de la Sociedad de Literatura Española del Siglo XIX, de l'Asociación Internacional de Hispanistas et de la Modern Humanities Research Association.
Depuis 1995, il a également publié plusieurs articles sur le “barde breton” Théodore Botrel. Jean-François Botrel est membre associé au Centre d'histoire culturelle des sociétés contemporaines, équipe d'accueil de l'Université de Versailles-Saint-Quentin-en-Yvelines. Sur son site Web personnel, sont disponibles en libre accès une grande partie de ses publications scientifiques.
Docteur honoris causa de l’université d’Exeter, il est chevalier de l’ordre national du Mérite, de la Légion d'honneur, commandeur des Palmes académiques et de l'ordre d'Isabelle la Catholique.

## Fonction sportive
Adhérent à la Société des régates rennaises (club d'aviron rennais) pour la première fois en 1952, il en a été vice-président, et a été élu président en 2009

## Distinctions
- Commandeur de l'ordre d'Isabelle la Catholique
- Commandeur de l'ordre des Palmes académiques
- Chevalier de l'ordre national du Mérite
- Chevalier de la Légion d'honneur